# Albatros C.V
L'Albatros C.V (designazione aziendale L 14) era un monomotore biplano da ricognizione realizzato dall'allora azienda tedesco imperiale Albatros Flugzeugwerke GmbH negli anni dieci del XX secolo.
Basato sul precedente C.IV rimasto allo stadio di prototipo, venne introdotto nel 1916 come equipaggiamento dei reparti da ricognizione della Luftstreitkräfte, la componente aerea del Deutsches Heer (l'esercito imperiale tedesco).

## Storia del progetto
Il successo conseguito dall'Albatros con la realizzazione del C.III indusse l'azienda tedesca a svilupparne una versione derivata. Il nuovo modello, al quale venne assegnata la designazione aziendale L 12, utilizzava la fusoliera, il carrello d'atterraggio e la sezione di coda del precedente introducendo un diverso disegno delle ali ed una diversa cabina di pilotaggio. Il prototipo, equipaggiato con un motori Mercedes D.III, un 6 cilindri in linea da 160 PS (118 kW), venne presentato alla commissione tecnica dell'Idflieg, dalla quale ottenne la designazione ufficiale C.IV, tuttavia durante le iniziali prove di volo ottenne delle prestazioni simili al suo predecessore disattendendo le speranze dell'azienda.

### Sviluppo
La disponibilità dei più potenti motori Mercedes D.IV ad 8 cilindri in linea, in grado di erogare 220 CV (162 kW), suggerì di adattare il modello al nuovo propulsore. Il velivolo conservava la cellula con struttura in legno, la fusoliera ricoperta da pannelli in compensato tranne attorno al suo apice anteriore ed all'abitacolo destinato al pilota, realizzati in lega leggera. Per ottimizzare le prestazioni venne inoltre adottato una cofanatura più avvolgente che ricopriva quasi interamente il motore, con la sola eccezione del radiatore, posizionato su un lato della fusoliera, e dell'impianto di scarico, che abbandonava la configurazione "a corno di rinoceronte" per una soluzione più razionale.
Il prototipo venne presentato alla commissione tecnica dell'Idflieg che dopo il volo inaugurale, effettuato nella seconda parte del 1916, ne constatò la rispondenza alle specifiche richieste, emettendo un ordine di fornitura ed assegnandogli la designazione ufficiale C.V.
La prima versione avviata alla serie, identificata in seguito come C.V/16, una volta resasi disponibile ai reparti venne giudicata però dai piloti poco manovrabile e gravata da una tendenza al surriscaldamento del propulsore. Per cercare di ovviare agli inconvenienti l'Albatros avviò un ulteriore sviluppo del modello. La maneggevolezza venne migliorata modificando la velatura biplana, introducendo una nuova ala inferiore e migliorando nel contempo l'efficienza degli alettoni, e l'impennaggio, che adottò degli equilibratori di nuovo disegno, mentre per aumentare l'efficienza dell'impianto di raffreddamento venne spostato il radiatore, posizionato sopra l'ala superiore. La nuova versione, identificata come C.V/17, migliorò il comportamento in volo ma i problemi di affidabilità del motore Mercedes D.IV, legati alla congenita fragilità dell'albero a gomiti, ne limitarono l'operatività venendo ben presto sostituito dall'Albatros C.VII.

### Impiego operativo
L'Albatros C.V iniziò ad essere consegnato ai reparti di ricognizione aerea della Luftstreitkräfte nella seconda parte del 1916 ma in poco tempo i suoi equipaggi cominciarono a lamentarsene. Il suo comportamento in volo era pesante ai comandi ed instabile, sia in linea di volo che nelle virate, risultando quindi, seppur dotato di armamento difensivo, potenzialmente vulnerabile nelle manovre di disimpegno dalla caccia nemica. L'azienda si vide quindi costretta ad intervenire sul modello per evitare che l'atteggiamento di sfiducia si concretizzasse in una sospensione del contratto di fornitura.
Le migliorie apportate alla versione originale risultarono risolutive per la manovrabilità, ma l'unità motrice continuava ad essere fonte di problemi perché, se in parte aveva alleviato i problemi di surriscaldamento, la tendenza congenita alla rottura dell'albero a gomiti, caratteristica negativa di tutta la produzione dei Mercedes D.IV, risultava estremamente pericoloso per l'incolumità del suo equipaggio anche durante il volo in territorio sicuro.
Il modello venne quindi velocemente sostituito appena disponibili modelli ritenuti più efficienti e risulta essere stato completamente messo a terra già al termine del 1917.

## Versioni
C.V/16
versione originale identificabile principalmente dalla collocazione dei radiatori ai lati della fusoliera.
C.V/17
sviluppo del C.V/16 dotato di nuova ala inferiore, impennaggio modificato e spostamento del radiatore sull'ala superiore.

## Utilizzatori
Germania
- Luftstreitkräfte